# Bruchzeichen
Bruchzeichen sind mit (von Pflanzen abgebrochenen oder abgeschnittenen) Zweigen bruchgerechter Holzarten gelegte Zeichen, die von Jägern während der Jagd und bei bestimmten gesellschaftlichen Anlässen verwendet werden.

## Ausführung
Es handelt sich regelmäßig um belaubte oder benadelte Zweige bestimmter Baumarten, den „gerechten Holzarten“, die traditionell vom Baum gebrochen und teilweise mit dem Jagdmesser bearbeitet werden. Die gerechten Holzarten sind Tanne, Fichte, Kiefer, Eiche und Erle (TaFiKiEiEr bzw. EFEKT). Sofern die bruchgerechten Holzarten nicht in der Nähe des Erlegungsortes gefunden werden können, so dürfen auch alle anderen Baum- und Straucharten für den Bruch verwendet werden.
Auch wenn das jagdliche Brauchtum das Brechen von Brüchen vorsieht, sollte der Jäger beim Gewinnen von Brüchen wenn möglich eine Gartenschere benutzen. Diese wird oft sowieso für kleinere Arbeiten am Bewuchs mitgeführt, wie Freischneiden von Sicht- und Schussschneisen, oder auch als „Rippenschere“. Die Arbeit wird durch die Schere erleichtert und am Baum, von dem der Bruch gewonnen wird, entsteht nur eine geringfügige Verletzung, im Gegensatz zu einem „zerfaserten“ Bruch, der das Eindringen von Keimen, Schädlingen und Pilzen begünstigt.

## Arten von Brüchen
Es werden Mitteilungsbrüche und Brauchtumsbrüche unterschieden. Mitteilungsbrüche vermitteln Informationen für andere Jäger, Brauchtumsbrüche sind Gepflogenheiten bei bestimmten Anlässen.

## Mitteilungsbrüche
- Hauptbruch: Ein Zeichen zur Aufmerksamkeitserregung. Ein etwa armlanger Zweig wird zwischen den Blättern oder Nadeln von der Rinde befreit und ausgelegt oder aufgehängt.
- Leitbruch: Ein Zweig von halber Armlänge, zwischen den Nadeln oder Blättern von der Rinde befreit, zeigt mit der gewachsenen Spitze in eine bestimmte Richtung. Leitbrüche werden so ausgelegt oder aufgehängt, dass man von einem zum anderen sehen kann.
- Anschussbruch: Ein senkrecht in den Boden gesteckter, unbearbeiteter Zweig markiert die Stelle, an der das Wild von der Kugel des Jägers getroffen wurde. Diese Markierung ist wichtig für eine Nachsuche, wenn das Wild nicht am „Anschuss“ verendend zusammenbricht.
- Folgebruch: Ein neben den Anschussbruch gelegter Leitbruch zeigt die Fluchtrichtung des beschossenen Wildes an (wichtig für die Nachsuche durch einen Hundeführer).
- Standplatzbruch: Wird dem Jäger ein bestimmter Platz im Jagdgebiet zugewiesen, wird diese Stelle mit einem senkrecht in den Boden gesteckten Zweig gekennzeichnet. Bei diesem Zweig sind alle Seitentriebe, bis auf die Spitze, entfernt. Ein zusätzlicher Leitbruch zeigt dem Jäger an, auf welchem Weg er nach Beendigung der Jagd seinen Stand verlassen soll.
- Warnbruch: Dies ist ein Zweig, der – von der Rinde und allen Seitentrieben befreit – zu einem Kreis gebunden wurde. Er kennzeichnet Stellen und Bereiche, in denen eine Gefahr droht (zum Beispiel ein unsicherer Hochsitz oder eine Schlagfalle).
- Wartebruch: Zwei kreuzförmig übereinander gelegte Zweige kennzeichnen einen Warte- oder Sammelplatz.
- Aneignungs- oder Inbesitznahmebruch[1]: Ein Aneignungsbruch ist ein auf den Wildkörper gelegter, unbearbeiteter Zweig. Bei männlichem Wild zeigt das gebrochene Ende zum Haupt, bei weiblichem die gewachsene Spitze. Der Aneignungsbruch verdeckt in der Regel die Schussverletzung.
- Schützenbruch: Ein unbearbeiteter Zweig wird mit dem Schweiß (Blut) des erlegten Tieres benetzt und mit der Oberseite der Blätter, beziehungsweise Nadeln nach außen an der rechten Seite des Jägerhutes befestigt. Er zeigt anderen Jägern an, dass Beute gemacht wurde. Bruchwürdiges Wild ist alles Schalenwild, Fuchs, Murmeltier und Raufußhühner. Ist der Jäger alleine, bricht er sich selber den Schützenbruch. Im Rahmen von Gesellschaftsjagden oder in Begleitung des Jagdleiters oder Revierinhabers wird der Bruch dem erfolgreichen Jäger vom Jagdleiter auf der Klinge des Hirschfängers/Waidblattes oder auf dem Hut überreicht. Wird Wild wegen eines nicht tödlichen Schusses durch einen Hundeführer nachgesucht, so trägt der Hundeführer dem gestellten Wild den Fangschuss an und überreicht den Schützenbruch. Der Jäger teilt den Schützenbruch und steckt dem Hund, der das Wild stellte, einen Teil an die Halsung (Halsband).
- Nachrichtenbruch: Dieser Bruch ist noch nicht allgemein eingeführt und wird nur sehr vereinzelt verwendet. Es ist ein Folgebruch, der mit einem Stück Forst-Markierband durch Umknotung „dekoriert“ ist. In unmittelbarer Nähe der gewachsenen Spitze ist eine Nachricht (Papier mit Notiz) zu finden (meist „verblendet“ = verdeckt).

Mitteilungsbrüche, die im „Gelände“ ausgelegt sind, werden, soweit sie nicht für andere von Wichtigkeit sind, nach Besichtigung abgeräumt, um für die Zukunft nicht für Verwirrungen zu sorgen.

## Brauchtumsbrüche
Walter Frevert standardisierte 1936 im Auftrag des Reichsbundes deutsche Jägerschaft die verschiedenen deutschen Jagdbräuche im Buch: Das jagdliche Brauchtum. Sein Buch gilt heute noch als wichtigstes Standardwerk des jagdlichen Brauchtums.
- Letzter Bissen: Ein kleiner, unbearbeiteter Zweig wird dem erlegten Schalenwild (in Bayern und Österreich auch Auerhahn und Birkhahn) quer in den Äser (Maul) bzw. Schnabel gelegt. Er symbolisiert die letzte Mahlzeit vor dem Tode. Nach Walter Frevert und Ferdinand von Raesfeld war nur männlichen Stücken der letzte Bissen vorbehalten. Weibliche Stücke erhielten lediglich den Aneignungsbruch.[2][3] Diese Vorgehensweise wurde nach Freverts Tod bzw. bei Ausgaben nach seinem Tod geändert, sodass der letzte Bissen heutzutage meistens geschlechtsunabhängig gegeben wird.
- Festtagsbruch: Wie der Schützenbruch, jedoch nicht mit Schweiß (Blut) benetzt. Wird bei festlichen Zusammenkünften von Jägern getragen.
- Trauerbruch: Dieser Bruch ähnelt dem Schützenbruch, wird jedoch links am Hut mit der Nadel- beziehungsweise Blattunterseite nach außen getragen. Bei der Beerdigung eines Jagdkameraden tritt der Jäger an das Grab, nimmt den Hut ab und wirft den Trauerbruch in das offene Grab.
- Bett: Am Sammelplatz der Jäger wird die gemeinsam gemachte Beute (Strecke) auf ein Bett von Brüchen gelegt.

Die Verwendung von Bruchzeichen durch den Jäger ist jagdliches Brauchtum. Da für alle Brüche natürliches Material Verwendung findet, besteht keine Gefahr, die Umwelt und das Jagdgebiet zu verunreinigen. Allerdings besteht die Gefahr, dass bei der heutigen intensiven und schnellen Forstwirtschaft Brüche übersehen oder verschoben werden. Deswegen sind Trassierbänder und Ähnliches auffälliger, müssen aber wieder eingesammelt werden.
Regional können Anwendung und Ausführung der Brüche variieren.
Sind an der Stelle, wo das Wild zur Strecke kam (erlegt wurde), keine gerechten Holzarten vorhanden, darf der Jäger, ohne das Brauchtum zu verletzen, die Holzart verwenden, die dort am häufigsten vorkommt (zum Beispiel Buche). Für den Festtagsbruch und den Trauerbruch sind jedoch die gerechten Holzarten zwingend.